# Élections législatives grecques de 1993
Les élections législatives grecques de 1993 ont eu lieu le 10 octobre 1993 afin d'élire les 300 députés du Parlement grec. La participation est de 79,2 %. Le PASOK remporte ces élections avec 46,9 % des suffrages soit 170 sièges et le parti Nouvelle Démocratie arrive en seconde position, il obtient 39,3 % des suffrages et obtient 111 sièges. Le parti Synaspismos n'obtient cette fois aucun siège avec 2,9 % des suffrages.

## Résultats
| Parti                    | Parti                                      | Voix      | %     | +/- | Sièges | +/-           |
| ------------------------ | ------------------------------------------ | --------- | ----- | --- | ------ | ------------- |
|                          | Mouvement socialiste panhellénique (PASOK) | 3 235 017 | 46,88 | 8,3 | 170    | 47            |
|                          | Nouvelle Démocratie (ND)                   | 2 711 737 | 39,30 | 7,6 | 111    | 39            |
|                          | Printemps politique (POLAN)                | 336 460   | 4,88  | Nv. | 10     | Nv.           |
|                          | Parti communiste de Grèce (KKE)            | 313 001   | 4,54  | Nv. | 9      | Nv.           |
|                          | Synaspismós (SYN)                          | 202 887   | 2,94  | 7,3 | 0      | 19            |
|                          | Union des centristes (EK)                  | 15 926    | 0,23  | Nv. | 0      | Nv.           |
|                          | Autres                                     | 85 283    | 1,24  | -   | 0      | en stagnation |
|                          |                                            |           |       |     |        |               |
| Suffrages exprimés       | Suffrages exprimés                         | 6 900 311 | 98,30 |     |        |               |
| Votes invalides          | Votes invalides                            | 119 614   | 1,70  |     |        |               |
| Total                    | Total                                      | 7 019 925 | 100   | -   | 300    | en stagnation |
| Abstentions              | Abstentions                                | 1 841 908 | 20,78 |     |        |               |
| Inscrits / participation | Inscrits / participation                   | 8 861 833 | 79,22 |     |        |               |